# 黑暗金控
《黑暗金控》（英語：The International）是一部2009年美國和德國合拍的動作驚悚片，由湯姆·提克威執導，艾瑞克·華倫·辛格編劇；克萊夫·歐文和娜歐蜜·華茲主演國際刑警組織探員和美國曼哈頓地方檢察官，兩人共同調查盧森堡一家虛構大銀行內部的腐敗，銀行無情的高管會暗殺妨礙、調查自家軍火交易的任何人。
電影受1980年代國際商業信貸銀行醜聞的啟發，引發了人們對全球金融如何影響國際政治的擔憂。拍攝於2008年9月在柏林展開，包括為片中槍戰場景建造紐約古根漢美術館的複製品。《黑暗金控》2009年2月5日在第59屆柏林影展上擔任開幕片，同年2月12日在德國上映，2月13日在美國上映。影評界一致讚揚動作場面及地點的選定，但批評了故事情節。

## 劇情
國際刑警組織探員路·薩林卓和曼哈頓地方檢察官艾拉·惠特曼被指派調查盧森堡虛構的商業銀行——國際商業信貸銀行（International Bank of Business and Credit，簡稱），該銀行資助政府洗錢、恐怖主義、武器交易和破壞穩定等犯罪活動。薩林卓與惠特曼循線前往米蘭，但在此暗殺了武器供應商兼義大利總理候選人翁貝托·卡維尼，被誣陷給另一名聘來的當地殺手，後者遭腐敗的警察槍殺。薩林卓與惠特曼找到了剩餘殺手「顧問」的線索，但警察要求他們離開該國。在機場，薩林卓與惠特曼一行人調閱監視器，得知嫌疑殺手前往紐約市。
在紐約，紐約警察局的伊基·歐尼拉斯與伯尼·沃德警探幫助薩林卓和惠特曼找人。薩林卓、歐尼拉斯與沃德找到了艾薩克森醫生，尋找顧問做腿支架的病歷資料，使三人得以追蹤對方至古根漢美術館。主管喬納斯·史卡森向他的上級懷特和韋克斯勒透露，卡維尼被殺是為了讓對方的兒子們購買該銀行投資的導彈制導系統；銀行為了阻止薩林卓找到顧問，而派了一支殺手小隊剷除他們。在美術館，韋克斯勒則被歐尼拉斯逮捕，薩林卓與沃德準備逮捕顧問時，殺手小隊抵達，導致雙方在美術館內展開激烈交火；沃德在過程中陣亡，薩林卓被迫與顧問合作擊退敵人。但兩人逃至外頭時，顧問受了致命傷而亡。
薩林卓審問韋克斯勒，對方透露與恐怖組織、販毒集團、政府和強大的公司有所聯繫，幾乎不可動搖，但仍願意幫助薩林卓和惠特曼。之後，薩林卓說服惠特曼，讓自己獨自與惠特曼合作行動。
在義大利，薩林卓告訴卡維尼的兒子們是殺死其父，促使他們取消與銀行的交易並下令殺死懷特。薩林卓隨後前往土耳其伊斯坦堡與韋克斯勒會合，此時史卡森正與另一家武器供應商艾哈邁德·蘇奈購買制導系統。薩林卓在韋克斯勒的幫助下試圖記錄談話，以便他能透過向買家證明導彈無用的方式來阻撓交易，但以失敗告終。韋克斯勒和史卡森隨後都被卡維尼家族的一名殺手殺死，為卡維尼的死報仇。薩林卓對此呆住，其調查、追捕和推翻的決心徒勞無功。
之後，印證了史卡森死前的宣言，儘管自己死去，在新主管的帶令下仍成功繼續運營。銀行的事業版圖不斷擴張、高調，最終導致以惠特曼為首的美國參議院介入調查。

## 演員
- 克萊夫·歐文飾演路易斯·薩林卓（Louis Salinger）
- 娜歐蜜·華茲飾演艾拉·惠特曼（Eleanor Whitman）
- 阿明·穆勒-施塔爾飾演威廉·韋克斯勒（Wilhelm Wexler）
- 布萊恩·歐拜恩（英语：Brían F. O'Byrne）飾演「顧問」（The Consultant）
- 哈魯克·比爾吉內爾（英语：Haluk Bilginer）飾演艾哈邁德·蘇奈（Ahmet Sunay）
- 乌尔里奇·汤姆森飾演喬納斯·史卡森（Jonas Skarssen）
- 米歇爾·沃萊蒂（Michel Voletti）飾演維克多·哈斯（Viktor Haas）
- 派翠克·巴拉迪（英语：Patrick Baladi）飾演馬丁·懷特（Martin White）
- 傑·維利爾斯（Jay Villiers）飾演法蘭西斯·埃厄姆斯（Francis Ehames）
- 法布里斯·斯科特（Fabrice Scott）飾演尼古拉·葉辛斯基（Nicolai Yeshinski）
- 盧卡·巴巴拉斯基（英语：Luca Barbareschi）飾演翁貝托·卡維尼（Umberto Calvini）
- 亞歷桑德羅·法布萊齊（Alessandro Fabrizi）飾演阿爾貝托·塞魯蒂督察（Inspector Alberto Cerutti）
- 艾克塞爾·彌爾伯格（英语：Axel Milberg）飾演克勞斯·迪默（Klaus Diemer）
- 費利克斯·索利斯（英语：Felix Solis）飾演伊基·歐尼拉斯警探（Detective Iggy Ornelas）
- 傑克·麥基（英语：Jack McGee (actor)）飾演伯尼·沃德警探（Detective Bernie Ward）
- 妮拉耶·桑（英语：Nilaja Sun）飾演格洛麗亞·哈伯德警探（Detective Gloria Hubbard）
- 史蒂芬·蘭達佐（Steven Randazzo）飾演艾爾·穆迪（Al Moody）
- 堤博·費德曼（英语：Tibor Feldman）飾演艾薩克森醫生（Dr. Isaacson）
- 詹姆斯·瑞布霍恩飾演紐約檢察官
- 雷米·奧柏戎諾瓦（英语：Remy Auberjonois）飾演山姆·柏維茲（Sam Purvitz）
- 伊恩·布菲爾德（英语：Ian Burfield）飾演湯瑪斯·舒默（Thomas Schumer）
- 班·維蕭飾演雷尼·安特爾（Rene Antall）

## 外部連結
- 官方网站
- AllMovie上《黑暗金控》的资料（英文）
- Box Office Mojo上《黑暗金控》的資料（英文）
- 互联网电影数据库（IMDb）上《黑暗金控》的资料（英文）
- Metacritic上《黑暗金控》的資料（英文）
- 爛番茄上《黑暗金控》的資料（英文）